# Gorstiense
| Era Eratema | Periodo Sistema | Época Serie              | Edad Piso                    | Inicio, en millones de años |
| ----------- | --------------- | ------------------------ | ---------------------------- | --------------------------- |
| Paleozoico  | Pérmico         | Pérmico                  | Pérmico                      | 298,9±0,15                  |
| Paleozoico  | Carbonífero     | Carbonífero              | Carbonífero                  | 358,86±0,19                 |
| Paleozoico  | Devónico        | Devónico                 | Devónico                     | 419,62±1,36                 |
| Paleozoico  | Silúrico        | Prídoli Pridoliano       | Prídoli Pridoliano           | 422,7±1,6                   |
| Paleozoico  | Silúrico        | Ludlow Ludloviano        | Ludfordiense Ludfordiano     | 425,0±1,5                   |
| Paleozoico  | Silúrico        | Ludlow Ludloviano        | Gorstiense Gorstiano         | 426,7±1,5                   |
| Paleozoico  | Silúrico        | Wenlock Wenlockiano      | Homeriense Homeriano         | 430,6±1,3                   |
| Paleozoico  | Silúrico        | Wenlock Wenlockiano      | Sheinwoodiense Sheinwoodiano | 432,9±1,2                   |
| Paleozoico  | Silúrico        | Llandovery Llandoveriano | Telychiense Telychiano       | 438,6±1,0                   |
| Paleozoico  | Silúrico        | Llandovery Llandoveriano | Aeroniense Aeroniano         | 440,5±1,0                   |
| Paleozoico  | Silúrico        | Llandovery Llandoveriano | Rhuddaniense Rhuddaniano     | 443,1±0,9                   |
| Paleozoico  | Ordovícico      | Ordovícico               | Ordovícico                   | 486,8 ±1,5                  |
| Paleozoico  | Cámbrico        | Cámbrico                 | Cámbrico                     | 538,8±0,6                   |

El Gorstiense o Gorstiano es el primer piso y edad del Ludlow (tercera serie y época del Silúrico) en la escala temporal geológica. Sucede al Homeriense (último piso del Wenlock) y precede al Ludfordiense. Se inició hace unos 426,7 millones de años y terminó hace unos 425,0 millones de años.
El Gorstiense se introdujo en la literatura científica por los geólogos y paleontólogos británicos Charles H. Holland y colaboradores en 1980. El nombre procede de la granja Gorsty, al suroeste de Ludlow, en el condado de Shropshire (Reino Unido).

## Sección estratotipo y punto de límite global (GSSP)
La sección estratotipo y punto de límite global (GSSP) para la base del piso Gorstiense, y por tanto del Ludlow, está en la cantera de Pitch Coppice, próxima a la ciudad de Ludlow, en el condado de Shropshire (Reino Unido). Se caracteriza por la primera aparición del graptolito Saetograptus (Colonograptus) varians. El piso y el GSSP fueron aprobados por la Comisión Internacional de Estratigrafía y ratificados posteriormente por la Unión Internacional de Ciencias Geológicas en 1980.
El techo del Gorstiense se define por el GSSP de la base del Ludfordiense, que se caracteriza por la primera aparición del graptolito Saetograptus leintwardinensis leintwardinensis.